# Ardisia glomerata
Ardisia glomerata là một loài thực vật thuộc họ Myrsinaceae. Đây là loài đặc hữu của Panama.